# 卢基乌斯·塔奎尼乌斯·布里斯库斯
卢基乌斯·塔奎尼乌斯·布里斯库斯（英語：Lucius Tarquinius Priscus），（？—前578年），罗马王政时代的第五任君主，伊达拉里亚人。原名卢科莫。希腊人之子，早年曾随其父迁至伊特鲁里亚的塔爾奎尼亞居住，并与女先知塔纳奎尔结婚。后在其劝说下移往罗马城，并更名为卢基乌斯·塔奎尼乌斯·布里斯库斯。他凭借担任罗马国王安库斯·马基乌斯的王子监护人的身份在老国王死后夺取王位。在位期间创设了罗马竞技会，罗马城墙也在这一时期开始修建，并成功地使其女婿塞尔维乌斯·图利乌斯在他被刺后承袭其位。

## 扩展阅读
- Livy, Ab urbe condita
- Florus, Epitoma de Tito Livio bellorum omnium annorum DCC
- Eutropius, Breviarium historiae romanae